# Filandia
Filandia er en by og kommune i den nordlige del af departementet Quindío, Colombia. Det ligger på den vestlige side af Cordillera Central i Andesbjergene, der løber gennem det centrale Colombia, 26 km nord for departementhovedstaden Armenia.